# Even a Gray Day
Even a Gray Day är den amerikanske trubaduren Tom Paxtons sjuttonde studioalbum, utgivet 1983. Albumet är producerat av Bob Gibson och gavs ut på skivbolaget Flying Fish Records.
Albumet består i huvudsak av nyinspelningar av gamla Paxton-låtar.

## Låtlista
Samtliga låtar skrivna av Tom Paxton
1. "Even a Gray Day"
2. "I Give You the Morning"
3. "The Love of Loving You"
4. "When Annie Took Me Home"
5. "Dance in the Shadows"
6. "Annie's Going to Sing Her Song"
7. "Corrymela"
8. "Outward Bound"
9. "Wish I Had a Troubadour"
10. "Hold on to Me, Babe"
11. "The Last Thing on My Mind"